# Гюнтер Руппельт
Гюнтер Руппельт (нім. Günther Ruppelt; 13 вересня 1919, Тростдорф — 27 грудня 1942, Атлантичний океан) — німецький офіцер-підводник, оберлейтенант-цур-зее крігсмаріне.

## Біографія
9 жовтня 1937 року вступив на флот. З жовтня 1940 по травень 1941 року пройшов курс підводника. З травня 1941 року — 2-й вахтовий офіцер на підводному човні U-563. В квітні-травні 1942 року пройшов курс командира човна. З 27 травня по жовтень 1942 року — командир U-579, з 3 грудня 1942 року — U-356. 5 грудня вийшов у свій перший і останній похід. 27 грудня U-356 був потоплений в Північній Атлантиці північніше Азорських островів (45°30′ пн. ш. 25°40′ зх. д.) глибинними бомбами канадського есмінця «Сен-Лорен» і корветів «Чілвок», «Бетлфорд» та «Напані». Всі 46 членів екіпажу загинули.
Всього за час бойових дій потопив 3 кораблі загальною водотоннажністю 13 649 тонн і пошкодив 1 корабель водотоннажністю 7051 тонну.
| Дата           | Назва корабля            | Тип               | Тоннаж | Вантаж                                                    | Екіпаж | Загинули | Країна             | Конвой  |
| -------------- | ------------------------ | ----------------- | ------ | --------------------------------------------------------- | ------ | -------- | ------------------ | ------- |
| 27 грудня 1942 | Empire Union             | Торговий пароплав | 5,952  | 940 тонн генеральних вантажів, включаючи державні припаси | 69     | 6        | Британська імперія | ONS-154 |
| 27 грудня 1942 | Melrose Abbey            | Торговий пароплав | 2,473  | 3403 тонни вугілля і 70 мішків пошти                      | 34     | 7        | Британська імперія | ONS-154 |
| 27 грудня 1942 | Soekaboemi (пошкоджений) | Торговий пароплав | 7,051  | 5000 тонн генеральних вантажів                            | 70     | 1        | Нідерланди         | ONS-154 |
| 27 грудня 1942 | King Edward              | Торговий пароплав | 5,224  | Баласт                                                    | 48     | 23       | Британська імперія | ONS-154 |

## Звання
- Кандидат в офіцери (9 жовтня 1937)
- Морський кадет (28 червня 1938)
- Фенріх-цур-зее (1 квітня 1939)
- Оберфенріх-цур-зее (1 березня 1940)
- Лейтенант-цур-зее (1 травня 1940)
- Оберлейтенант-цур-зее (1 квітня 1942)

## Нагороди
- Нагрудний знак підводника (2 листопада 1941)
- Залізний хрест
  - 2-го класу (2 листопада 1941)
  - 1-го класу (1943; посмертно)